# Fitchiella rufipes
Fitchiella rufipes är en insektsart som beskrevs av Lawson 1933. Fitchiella rufipes ingår i släktet Fitchiella och familjen Caliscelidae. Inga underarter finns listade i Catalogue of Life.